# Municipio de Swedes Forest
El municipio de Swedes Forest (en inglés, Swedes Forest Township) es un municipio del condado de Redwood, Minnesota, Estados Unidos. Tiene una población estimada, a mediados de 2021, de 101 habitantes.
Abarca una zona exclusivamente rural.

## Geografía
Está ubicado en las coordenadas 44°39′0″N 95°19′0″O / 44.65000, -95.31667. Según la Oficina del Censo de los Estados Unidos, tiene una superficie total de 50.7 km², de la cual 49.9 km² corresponden a tierra firme y 0.8 km² están cubiertos de agua.

## Demografía
Según el censo de 2020, en ese momento había 103 personas residiendo en la zona. La densidad de población era de 2.1 hab./km². El 98.06 % de los habitantes eran blancos y el 1.94 % eran de una mezcla de razas. Del total de la población, el 0.97 % era hispano o latino.